# Piragüisme als Jocs Olímpics d'estiu de 1948
Als Jocs Olímpics d'Estiu de 1948 celebrats a la ciutat de Londres (Regne Unit) es disputaren nou proves de piragüisme, 8 en categoria masculina i 1 en categoria femenina. Aquesta fou la primera vegada en la qual les dones prengueren part en aquesta disciplina, i la competició es realitzà el 12 d'agost de 1948 al riu Tàmesi.

## Resum de medalles

### Categoria masculina
| Prova                     | Or                                             | Argent                                        | Bronze                                  |
| C-1 1.000 metres detalls  | Josef Holecek                                  | Douglas Bennett                               | Robert Boutigny                         |
| C-1 10.000 metres detalls | František Čapek                                | Frank Havens                                  | Norman Lane                             |
| C-2 1.000 metres detalls  | TxecoslovàquiaJan Brzak-Felix · Bohumil Kudrna | Estats UnitsSteven Lysak · Stephen Macknowski | FrançaGeorges Dransart · Georges Gandil |
| C-2 10.000 metres detalls | Estats UnitsSteven Lysak · Stephen Macknowski  | TxecoslovàquiaVácláv Havel · Jiri Pecka       | FrançaGeorges Dransart · Georges Gandil |
| K-1 1.000 metres detalls  | Gert Fredriksson                               | Johan Andersen                                | Henri Eberhardt                         |
| K-1 10.000 metres detalls | Gert Fredriksson                               | Kurt Wires                                    | Eivind Skabo                            |
| K-2 1.000 metres detalls  | SuèciaHans Berglund · Lennart Klingström       | DinamarcaEjvind Hansen · Jakob Jensen         | FinlàndiaThor Axelsson · Nils Björklöf  |
| K-2 10.000 metres detalls | SuèciaGunnar Akerlund · Hans Wetterström       | NoruegaIvar Mathisen · Knut Ostbye            | FinlàndiaThor Axelsson · Nils Björklöf  |

### Categoria femenina
| Prova                  | Or         | Argent              | Bronze          |
| K-1 500 metres detalls | Karen Hoff | Alida van der Anker | Fritzi Schwingl |

## Medaller
| Posició | País           | Or | Argent | Bronze | Total |
| 1       | Suècia         | 4  | 0      | 0      | 4     |
| 2       | Txecoslovàquia | 3  | 1      | 0      | 4     |
| 3       | Dinamarca      | 1  | 2      | 0      | 3     |
| 3       | Estats Units   | 1  | 2      | 0      | 3     |
| 5       | Finlàndia      | 0  | 1      | 2      | 3     |
| 6       | Canadà         | 0  | 1      | 1      | 2     |
| 6       | Noruega        | 0  | 1      | 1      | 2     |
| 8       | Països Baixos  | 0  | 1      | 0      | 1     |
| 9       | França         | 0  | 0      | 4      | 4     |
| 10      | Àustria        | 0  | 0      | 1      | 1     |